# Estanys de Montmantell
De Estanys de Montmantell zijn zeven bergmeertjes bij Arinsal in de Andorrese parochie La Massana. De meren liggen in het uiterste noordoosten van de parochie, op een steenworp van de grens met Frankrijk (die er wordt gevormd door de Port d'Arinsal, 2734 m) en die met Ordino (gevormd door de Roc de Montmantell, 2764 m).
De Estanys de Montmantell verliezen elk jaar pas laat hun ijs- en sneeuwkap in vergelijking met de andere meren in de Andorrese bergen.

## Omgeving
De Estanys de Montmantell variëren in maximale lengte van 30 tot 110 meter, en liggen op hoogtes tussen 2624 en 2672 meter. De afstand van het noordelijkste meertje tot de Port d'Arinsal bedraagt niet meer dan 80 meter; nog eens 370 meter westelijker ligt de Pic del Pla de l'Estany (2850 m), de tweede grootste top van het land, ook op de Franse grens. Eveneens op zijn flank ligt het kleinere Estany del Port Dret. De grens met Ordino ligt 130 meter oostelijk van het grootste meer.
Samen met de Font de Montmantell, een kleine 500 meter zuidoostelijker, voeden de meren de Riu de Montmantell, een zijrivier van de Riu del Bancal Vedeller.

## Bereikbaarheid
Een wandelpad dat zich nabij de berghut Refugi del Pla de l'Estany van het GR11-pad afsplitst loopt via de Riu de Montmantell tussen de meren om zo de Port d'Arinsal te bereiken. Onderweg ligt op 2508 meter hoogte een schuilhut zonder slaapmogelijkheid (Catalaans: cabana).
Basses de l'Estany Negre · Basses del Ruf · Estany de les Truites · Estany del Port Dret · Estany Negre · Estanys de Montmantell · Estanys Forcats